# Oudenaarde
Oudenaarde (franciául: Audenarde, angolul: Oudenarde) község a belgiumi Kelet-Flandria tartományban. A községhez tartozik maga Oudenaarde városa, valamint Bevere, Edelare, Eine, Ename, Heurne, Leupegem, Mater, Melden, Mullem, Nederename, Welden, Volkegem és Ooike egy része. A 15. és 18. század között alapozta meg világhírnevét köszönhetően faliszőnyeg-gyártó manufaktúráinak.

## Története

### Ename virágkora
Oudenaarde története 974-ben kezdődik, amikot II. Ottó német-római császár és német király Ename mellett építette fel a három Schelde-menti erődjének egyikét, amelyek célja a királyság védelme volt esetleges frank támadások ellen. Ennek köszönhetően Ename gyors fejlődésnek indult. 1005-ben már állt néhány templom a városban és hamarosan Lotaringia legnépesebb településévé vált. 1033-ban IV. Balduin flamand gróf meghódította a várost, amely határ menti előörssé vált III. Henrik birodalma ellen. 1047-ben V. Balduin, az által, hogy felesége egy bencés apátságot alapított itt, megszilárdította családjának hatalmát az apja által meghódított területeken. Ebben az időszakban Ename kereskedői és kézművesi a Schelde másik partjára települtek át, ahol megalapították Oudenaarde városát.

### Oudenaarde virágkora
A 11. században élte virágkorát köszönhetően a Schelde közelségének és az egyre népszerűbb szövet- és faliszőnyeg-gyártó manufaktúráinak. Számos templomot, kolostort, ispotályt építettek. A középkor során a város a flamand grófok egyik leghűségesebb szövetségese volt a dél illetve Gent felőli lázadások ellen. A várost a „nemesség otthonaként” emlegették. 1526–1537 között felépült leghíresebb épülete, a gótikus városháza valamint a Szent Walpurga-templom. 1522-ben V. Károly német-római császár is a városban tartózkodott. Itt született házasságon kívüli lánya, Margit pármai hercegnő, Németalföld későbbi régense.

### A város hanyatlása
A reformáció idején Oudenaarde lakosai is az új irányzathoz csatlakoztak és Genttel szövetkeztek V. Károly ellen. 1582-ben Margit fia hosszas ostrom alá vonta. A város végül megadta magát, kereskedői, munkásai és nemesei is elmenekültek. Az ellenreformáció idején rövid ideig ismét újjáéledt a faliszőnyeg-gyártás. A következő században a franciák három alkalommal is megostromolták. 1708-ban a spanyol örökösödési háború egyik fontos csatája zajlott szomszédságában. A Habsburg uralom alatt alvó vidéki városka lett. A francia forradalom után a vallási megszorítások miatt szenvedett. A második világháborúban jelentős károkat szenvedett. A városban áll a környéken az első világháborúban elesett amerikai katonák emlékműve.

## Fő látnivalói
- a gótikus városháza, a város jelképe, amely egyike a világörökséggé nyilvánított belgiumi és franciaországi harangtornyoknak. A városházában értékes faliszőnyeg gyűjtemény található.[4]
- a 17. századi Szent Walpurga-templom[5]
- a flandriai körverseny múzeuma (Centrum Ronde van Vlaanderen)
- első világháborús amerikai emlékmű
- Brouwerij Smisje - 2008-ban Brugge-ből áttelepített sörfőzde

## Híres szülöttei
- Soissons Szent Arnold (1040–1087)
- Margit pármai hercegnő (1522–1586) V. Károly leánya, Németalföld régense
- Johannes van den Driesche (1550–1616) keletkutató
- Charles Liedts(1802–1878) politikus
- Gentil Theodoor Antheunis (1840–1907) költő
- Reimond Stijns (1850–1905) író
- Adriaen Brouwer (1605–1638) festő
- André Dierickx (1946–) kerékpározó
- Jotie T’Hooft (1956–1977) költő

## Testvérvárosai
- Arras
- Bergen op Zoom
- Bodzavásár , Romania
- Castel Madama
- Coburg
- Hastings